# 竹篙灣填海工程

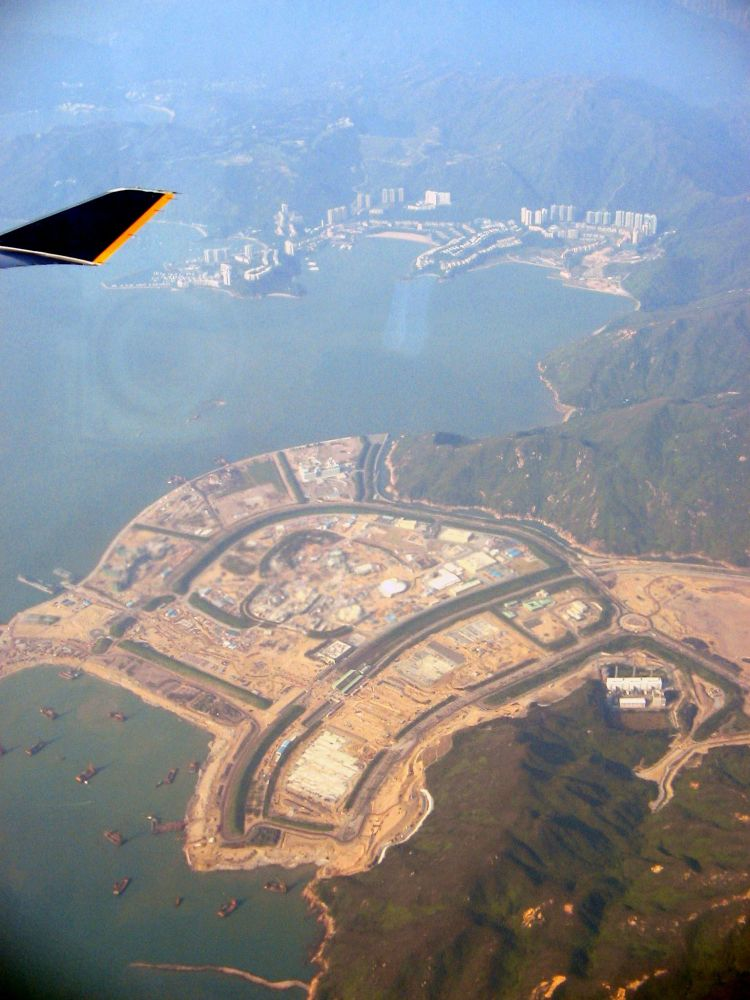
竹篙灣填海工程第一期進行的情況

竹篙灣填海工程（英語：Penny's Bay Reclamation）是香港大嶼山東北部竹篙灣進行的大型填海計劃，分為兩期發展。

## 計劃沿革
早於1990年代初經，香港政府已經計劃在竹篙灣及其東面的扒頭鼓至交椅洲一帶，填海興建香港貨櫃碼頭。
1999年11月，華特迪士尼公司與港英政府宣佈香港迪士尼樂園發展計劃，興建香港迪士尼樂園度假區。度假區座落於大嶼山竹篙灣，設施包括迪士尼樂園主題公園、兩間度假酒店及迪欣湖水上活動中心，亦有相關交通配套，包括港鐵迪士尼綫欣澳站及迪士尼站、竹篙灣公路及迪士尼碼頭。為拓展足夠的平地，竹篙灣需要一個大型的填海工程。現時填海工程已經完成。
由於竹篙灣用作興建迪士尼樂園，故此貨櫃碼頭的新地址定為青衣以東南的昂船洲。

## 發展工程
竹篙灣填海工程分為兩期進行，內容主要包括於竹篙灣填海280公頃，以及於陰澳填海10公頃，連相關配套設施的工程，預計耗資136億港元。已完成的填海工程第一期，於竹篙灣及陰澳總共填海230公頃，以方便迪士尼樂園第一期發展計劃。工程於2000年5月8日開始，2002年12月7日完成。填海工程第二期，則於竹篙灣填海60公頃，以配合將來迪士尼樂園第二期發展計劃。工程於2003年4月23日開始，於2009年1月19日完成。

## 外部連結
- 竹篙灣填海工程第一期 （页面存档备份，存于），香港土木工程署
- 竹篙灣發展計劃，香港發展局